# Masvingo
Masvingo é uma província do Zimbábue. Sua capital é a cidade de Masvingo.

## Distritos
- Bikita
- Chiredzi
- Chivi
- Gutu
- Masvingo
- Mwenezi
- Zaka